# بوادو ماكسويل اكوستي
بوادو ماكسويل اكوستي (بالإنجليزية: Boadu Maxwell Acosty) (10 سبتمبر 1991 بأكرا في غانا - ) هو لاعب كرة قدم غاني في مركز الهجوم. لعب مع فيورنتينا وكييفو فيرونا ونادي ريجيانا 1919 ونادي كاربي ونادي مودينا ولاتينا كالتشيو ويوفي ستابيا.

## وصلات خارجية
- بوادو ماكسويل اكوستي على موقع دوري كوريا الجنوبية (الإنجليزية)
- بوادو ماكسويل اكوستي على موقع قاعدة بيانات كرة القدم.إي يو (الإنجليزية)
- بوادو ماكسويل اكوستي على موقع Soccerway.com (الإنجليزية)
- بوادو ماكسويل اكوستي على موقع عالم كرة القدم.نت (الإنجليزية)
- بوادو ماكسويل اكوستي على موقع AS.com (الإسبانية)